# Cimitirul animalelor (film)
Cimitirul animalelor (titlu original în engleză: Pet Sematary, uneori denumit Stephen King's Pet Sematary) este un film horror din 1989, o adaptare a romanului cu același nume de Stephen King. Filmul este regizat de Mary Lambert. Dale Midkiff interpretează rolul lui Louis Creed, Denise Crosby este Rachel Creed, Berdahl Blaze este Ellie Creed, Miko Hughes este Gage Creed și Fred Gwynne este Jud Crandall. Andrew Hubatsek a dat o audiție pentru rolul lui Zelda.

## Povestea
Familia Creed se mută într-o casă nouă, aproape de un drum pe care trec mereu camioane de mare viteză, de cele mai multe ori conduse neglijent. Church, pisica familiei de rasă British Shorthair, este ucisă de un camion și îngropată într-un vechi cimitir indian. Gage Creed (Miko Hughes), copilul de doi ani al familiei, este ucis la fel de un camion și îngropat în același cimitir. Curând pisica și copilul revin la viață și omoară tot ce întâlnesc în cale.

## Continuări
A avut o continuare în 1992, Pet Sematary Two, dar nu a avut succes financiar și nici nu a fost întâmpinat prea bine de critici.
Matthew Greenberg a scris scenariul pentru un remake al filmului în martie 2010. Acesta va fi produs de Steven Schneider pentru Paramount Pictures.

## Distribuție
- Dale Midkiff este Louis Creed
- Fred Gwynne este Jud Crandall
- Denise Crosby este Rachel Creed
- Brad Greenquist este Victor Pascow
- Michael Lombard este Irwin Goldman
- Miko Hughes este Gage Creed
- Blaze Berdahl este Ellie Creed
- Susan Blommaert este Missy Dandridge
- Mara Clark este Marcy Charlton
- Kavi Raz vSteve Masterton
- Mary Louise Wilson este Dory Goldman
- Andrew Hubatsek este Zelda
- Matthew August Ferrell este Jud copil
- Lisa Stathoplos este mama lui Jud
- Stephen King este Ministrul
- Elizabeth Ureneck este Rachel copil
- Chuck Courtney este Bill Baterman
- Peter Stader este Timmy Baterman
- Beau Berdahl este Ellie Creed II

## Primire
Filmul a fost clasificat pe locul 32 în topul 100 Scariest Movie Moments realizat de Bravo.